# سامي شرف
سامي شرف (1929 - 23 يناير 2023) أحد مؤسسي المخابرات العامة المصرية وسكرتير الرئيس عبد الناصر الشخصي للمعلومات.

## طفولته وأسرته
ولد سامي شرف في حي مصر الجديدة بالقاهرة في عام 1929، وهو الابن الرابع والذكر الثالث من بين ستة أولاد لعائلة مصرية من الطبقة المتوسطة. والده الدكتور محمد عبد العزيز شرف من مواليد محافظة بني سويف (1889 – 1953)، وكان طبيبا حاصلا على شهادة الدكتوراه في الجراحة العامة من جامعة أدنبرة بالمملكة المتحدة. وعمل مفتشا بوزارة الصحة المصرية في عدد من محافظات مصر من بينها محافظة بني سويف وقد ونال الدكتور محمد عبد العزيز شرف قدراً من الأهمية حدا برئيس مصر الأول بعد الثورة 23 يوليو 1952 اللواء محمد نجيب بنعيه رسميا.

## التعليم
تلقى تعليمه الابتدائي والثانوي في القاهرة ثم التحق بالكلية الحربية عام 1946 وتخرج منها في 1 فبراير عام 1949 وتم تعيينه في سلاح المدفعية برتبة الملازم، بعد قيام ثورة 23 يوليو بأيام التحق بالمخابرات الحربية.
منذ بداية عمله كضابط مخابرات بعد الثورة وهو يعمل مع الرئيس جمال عبد الناصر الذي كان يكلفه بمهام خاصة حتى أواخر شهر مارس 1955م.
وتحوم حوله الشبهات في مقتل ملك مصر السابق فاروق الأول وهو ينكرها بشدة.
عندما كان عبد الناصر مسافراً للمشاركة في مؤتمر باندونغ استدعاه وكلفه بإنشاء سكرتارية الرئيس للمعلومات وعينه سكرتيراً للرئيس للمعلومات.
استمر في هذا العمل وحصل على درجة مدير عام ثم وكيل ثم نائب وزير فوزير، قبل وفاة جمال عبد الناصر تم تعيينه وزيراً للدولة ثم وزيراً لشؤون رئاسة الجمهورية وذلك في شهر أبريل عام 1970.
طلب سامي شرف من الرئيس أنور السادات بعد رحيل عبد الناصر أن يتقاعد ثلاث مرات لكنه رفض وظل حتى أحداث 13 مايو 1971 التي تم فيها اعتقاله وسجنه، وبقي في السجن حتى يونيو 1980 ثم تم نقله إلى سجن القصر العيني حتى 15 مايو 1981 حيث أفرج عنه هو وزملاؤه بدون أوامر كما يقول «وجدنا باب السجن مفتوحاً وقد اختفى الضباط والجنود، فرحنا نتشاور فيما بيننا وأخيرا قررنا الخروج، ووضعنا احتمالين، إما أن نتعرض للاغتيال أو نذهب إلى بيوتنا، وكان الاحتمال الثاني هو الصحيح، فذهبنا إلى بيوتنا».
ويصف سامي شرف فترة السجن بأنها كانت تجربة قاسية عانى فيها هو وزملاؤه من عذاب معنوي شديد، ويقول أنه بعد خروجه من السجن قرر أن يستمر في التعليم، فانتسب إلى الجامعة الأمريكية بالقاهرة للحصول على الماجستير في الإدارة العامة، لكنه تفاجأ هناك بأن أحد أساتذة الجامعة كان من عناصر المخابرات الأمريكية كان يضايقه في محاولة للحصول منه على معلومات عن جمال عبد الناصر - حيث كان سامي أقرب الناس إلى الرئيس المصري عبد الناصر - فترك الجامعة، وقرر أن يعلم نفسه بنفسه وأن يطور ثقافته ليواكب عصر الكمبيوتر والإنترنت، وهو ما حدث.